# Bhaurasa
Bhaurasa è una suddivisione dell'India, classificata come nagar panchayat, di 10.405 abitanti, situata nel distretto di Dewas, nello stato federato del Madhya Pradesh. In base al numero di abitanti la città rientra nella classe IV (da 10.000 a 19.999 persone).

## Geografia fisica
La città è situata a 23° 00' 13 N e 76° 12' 24 E.

## Società

### Evoluzione demografica
Al censimento del 2001 la popolazione di Bhaurasa assommava a 10.405 persone, delle quali 5.382 maschi e 5.023 femmine. I bambini di età inferiore o uguale ai sei anni assommavano a 1.758, dei quali 920 maschi e 838 femmine. Infine, coloro che erano in grado di saper almeno leggere e scrivere erano 6.215, dei quali 3.791 maschi e 2.424 femmine.